# Moxos
Cet article concerne le peuple Moxos. Pour la province du département de Beni, voir Province de Moxos.
Les Moxos, ou Mojos, parfois Moxeños, sont un peuple indigène vivant autour du río Mamoré, source principale du río Madeira, au nord de la Bolivie. Ils parlent une langue proche de celle des Arawaks. Ils se soumirent aux Incas mais repoussèrent les Espagnols en 1564. Un siècle plus tard, malgré tout, ils accueillirent les Jésuites et devinrent catholiques. Ils sont au nombre de 30 000 au début du XXe siècle.
Ils parlent le mojeño ignaciano et le mojeño trinitario.